# 降伏 (物理)

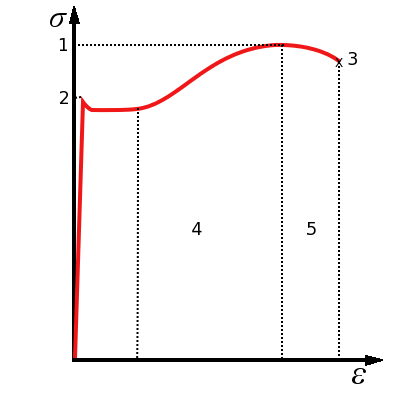
図1　応力－ひずみ線　鋼などでは明瞭な上降伏点、下降伏点を示す。

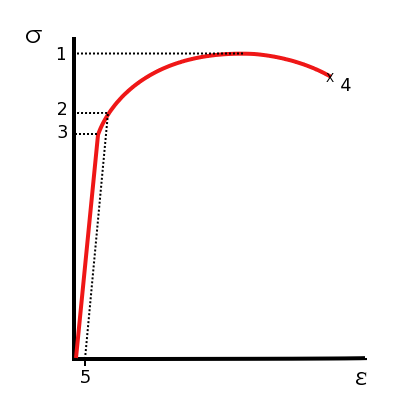
図2　応力－ひずみ線　アルミニウムなど面心立方金属の多くは明瞭な降伏点を示さない。

降伏（こうふく）とは、金属材料などに応力を加えていくと現れる現象である。例えば鋼に応力を加えていくと、応力－ひずみ線図は図1のような挙動を示す。図1では、応力が点2に至るとひずみは大きくなるのに対し引張応力は下降する。このとき鋼は降伏したという。点2に至るまでの変形は弾性変形であり荷重を除荷すれば形状は元に戻るのに対し、降伏後は塑性変形になり除荷しても弾性変形分（点2までの変形）以上は戻ることはない。
降伏中の最大の応力を上降伏点（点2）、最低の応力を下降伏点という。実用上は上降伏点が、弾性変形の最大基準の応力としてよく利用されている。

## 耐力について
鋼のように降伏を示す金属に対し、アルミニウム合金のように降伏現象を示さず図2のような応力－ひずみ線図を示す材料も存在する。その様な材料では、弾性変形と塑性変形の境界を便宜上つけるため、降伏応力に相当する応力を耐力と定義している。鋼の降伏時の永久ひずみが約0.002(0.2%)であることから、除荷時の永久ひずみが0.2%（点5）になる応力（点2）を0.2%耐力と呼び、降伏応力の代用として使用されている。

## 降伏関数
降伏関数とは、材料における降伏の発生を数理的に表現するための関数である。多くの場合、材料が降伏するか否かは応力によって決まる。また、材料に塑性変形が生じるとひずみ硬化（あるいは軟化）が見られ、これを表現するために幾つかの内部変数が導入されることもある。従って、降伏関数は応力と内部変数の関数として表されることが多い。代表的な降伏関数を以下に示す。
- 等方性
  - フォン・ミーゼス降伏関数
- 異方性
  - ヒルの降伏関数
  - ホスフォードの降伏関数

## 機構
降伏現象の機構は、次のように説明がなされている。
- 結晶中の転位の周りに溶質原子が集まること（コットレル雰囲気）によって転位は動きにくくなるが、上降伏点において転位はこの固着状態から引き離される。面心立方結晶ではこの機構がはたらいていると考えられている。
- JohnstonとGilmanの説明によれば、上降伏点で変形が始まると転位が急速に増殖し、転移の運動に対して摩擦力が増すことで運動速度が低下し、応力の降下をもたらす。体心立方結晶で妥当な機構である。
- 上降伏点において応力が集中した部分で帯状の変形領域（リューダース帯（英語版））が発生し、これが下降伏点で材料全体に広がる。